# Совет обороны СССР
Совет Обороны СССР — высший постоянно действующий совещательный орган по руководству обороной СССР, военному строительству, вопросам оборонной политики, в период 1955 — 1991 годов.
В литературе встречаются названия — Совет обороны СССР, Совет обороны Союза ССР, Совет обороны при Президенте СССР. Совет обороны, действующий при Президенте СССР, также был призван осуществлять разработку предложений по вопросам экономического обеспечения обороны Союза ССР и социальной защиты личного состава Вооружённых Сил СССР.

## История
20 декабря 1954 года вышло секретное постановление Президиума ЦК КПСС «О создании Верховного Совета Обороны СССР».
7 февраля 1955 года секретным постановлением Президиума ЦК КПСС было утверждено постановление ЦК КПСС и Совета Министров СССР о создании Совета Обороны Союза ССР. На Совет Обороны Союза ССР возлагалось рассмотрение вопросов обороны страны и Вооружённых Сил. В первый состав входили: председатель — Хрущёв Н. С.; члены — Булганин Н. А., Ворошилов К. Е., Каганович Л. М., Молотов В. М., Жуков Г. К., Василевский А. М. При Совете Обороны был создан в качестве совещательного органа Военный Совет.
Положение Совета обороны в системе органов государственной власти было закреплено статьёй 121 Конституции СССР 1977 года, согласно которой Президиум Верховного Совета СССР образовывал Совет обороны и утверждал его состав.
На Совет обороны СССР возлагалась следующие задачи: он разрабатывал вопросы военной политики, военного строительства, экономического обеспечения обороны СССР; координировал мероприятия государства по обороне и мобилизации. На него возлагалось руководство программами КПСС и Правительства по укреплению обороны страны, её военного потенциала и мобилизационной готовности.
Было установлено обязательное участие в работе Совета Обороны Союза ССР членов Президиума ЦК КПСС, также на его заседания приглашались руководители органов госуправления и госорганизаций, другие лица, имевшие отношение к обсуждавшимся вопросам по обороне Союза. Совет обороны Союза, как правило, проводил свои заседания с определённой периодичностью. А в случае особой необходимости, как это было, например, при принятии решений о направлении формирований ВС СССР на Кубу, в 1962 году, он собирался на внеочередные заседания.
После учреждения в 1990 году должности Президента СССР и Совета безопасности СССР действовал в качестве совещательного органа при главе государства; упразднён указом Президента СССР от 25 декабря 1991 года «О сложении Президентом СССР полномочий Верховного Главнокомандующего Вооружёнными Силами СССР и упразднении Совета обороны при Президенте СССР».

## Состав
7 февраля 1955 года Постановлением Президиума ЦК КПСС «О создании Совета Обороны Союза ССР» было утвержден проект постановления ЦК КПСС и Совета Министров СССР о создании Совета Обороны Союза ССР.
Первоначально на основании совместного Постановления ЦК КПСС и Президиума Верховного Совета СССР утверждён в следующем составе:
- Председатель — Н. С. Хрущёв;

Члены:
- Н. А. Булганин;
- А. М. Василевский;
- К. Е. Ворошилов;
- Г. К. Жуков;
- Л. М. Каганович;
- В. М. Молотов.

В дальнейшем состав совета подвергался изменениям. Последний состав, утверждённый указом Президента СССР от 1 октября 1991 № УП-2634, был следующим:
- Председатель — М. С. Горбачёв;

Члены:
- В. В. Бакатин,
- Б. Н. Ельцин,
- В. Н. Лобов,
- Б. Д. Панкин,
- Е. И. Шапошников.

### Председатели Совета обороны СССР
- Никита Сергеевич Хрущёв (февраль 1955 — ноябрь 1964 гг.),
- Леонид Ильич Брежнев (ноябрь 1964 — ноябрь 1982 гг.),
- Юрий Владимирович Андропов (ноябрь 1982 — февраль 1984 гг.),
- Константин Устинович Черненко (февраль 1984 — март 1985 гг.),
- Михаил Сергеевич Горбачёв (март 1985 — декабрь 1991 гг.).

### Секретари Совета обороны
Ответственными секретарями Совета обороны СССР были заместители начальника Генерального штаба ВС СССР:
- генерал-полковник Н. О. Павловский (1955—1959 гг.),
- генерал армии С. П. Иванов (1959—1962 гг.),
- генерал-полковник М. И. Повалий (1962—1969 гг.),
- генерал армии М. М. Козлов (1969—1974 гг.),
- Маршал Советского Союза С. Ф. Ахромеев (1974—1986 гг.),
- генерал-полковник С. А. Диков (1986—1989 гг.),
- генерал-лейтенант А. Р. Чувакин (1989—1991 гг.).

## Военный совет при Совете обороны
7 февраля 1955 года Постановлением Президиума ЦК КПСС «О создании Военного Совета при Совете Обороны Союза ССР» был создан, как совещательный орган при Совете Обороны, Военный совет в составе:
- Председатель Жуков Г. К.
- Члены — Антонов А. И., Баграмян И. X., Бирюзов С. С., Василевский А. М., Виноградов В. И., Говоров Л. А., Головко А. Г., Горбатов А. В., Горшков С. Г., Гречко А. А., Еременко А. И., Желтов А. С., Жигарев П. Ф., Захаров М. В., Конев И. С., Кузнецов Н. Г., Кузнецов Ф. Ф., Курасов В. В., Лучинский А. А., Малинин М. С., Малиновский Р. Я., Мерецков К. А., Москаленко К. С., Неделин М. И., Пантелеев Ю. А., Петров И. Е., Полубояров П. П., Соколовский В. Д., Тимошенко С. К., Чабаненко А. Т., Чуйков В. И., Яковлев Н. Д., Вершинин К. А., Басистый Н. Е.

Ответственным Секретарём Военного Совета был назначен генерал-полковник Павловский Н. О.
Было установлено обязательное участие в работе Военного Совета при Совете Обороны Союза ССР членов Президиума ЦК КПСС и на его заседания приглашались также руководители государственных органов и организаций, другие лица, имевшие отношение к обсуждавшимся вопросам по обороне Союза.
Членами ВС при СО СССР были: Начальник Генерального штаба, Главнокомандующие видами Вооружённых Сил, командующие и начальники родов войск и служб, некоторые начальники главных и центральных управлений Министерства обороны СССР, ряд командующих войсками военных округов и флотов.
Г. К. Жуков представил записку в ЦК КПСС об упразднении Военного совета при Совете обороны СССР, 15 мая 1956 года, мотивируя тем что существование двух органов — Военного совета при Совете обороны СССР и Коллегии Министерства обороны под председательством одного и того же лица и в том же составе членов совета и коллегии, является не нужным, и внёс предложение исходя из этого, Военный совет при Совете обороны СССР упразднить. Однако это предложение принято не было, а в ноябре 1957 года было принято диаметрально противоположное решение — Военный совет был преобразован в Главный военный совет, расширены его состав и круг полномочий.

## Аналогичные органы в России и Союзе ССР (период, года)
В имперский период:
- Совет государственной обороны (1905—1909).

В советский период:
- Совет рабочей и крестьянской обороны (1918—1920);
- Совет труда и обороны при Совете Народных Комиссаров РСФСР (1920—1923);
- Совет труда и обороны при Совете Народных Комиссаров СССР (1923—1937);
- Комитет обороны при Совете Народных Комиссаров СССР (1937—1941);
- Государственный комитет обороны СССР (1941—1945).

В современный период:
- Совет обороны Российской Федерации (1996—1998).